# Meister mit dem Würfel

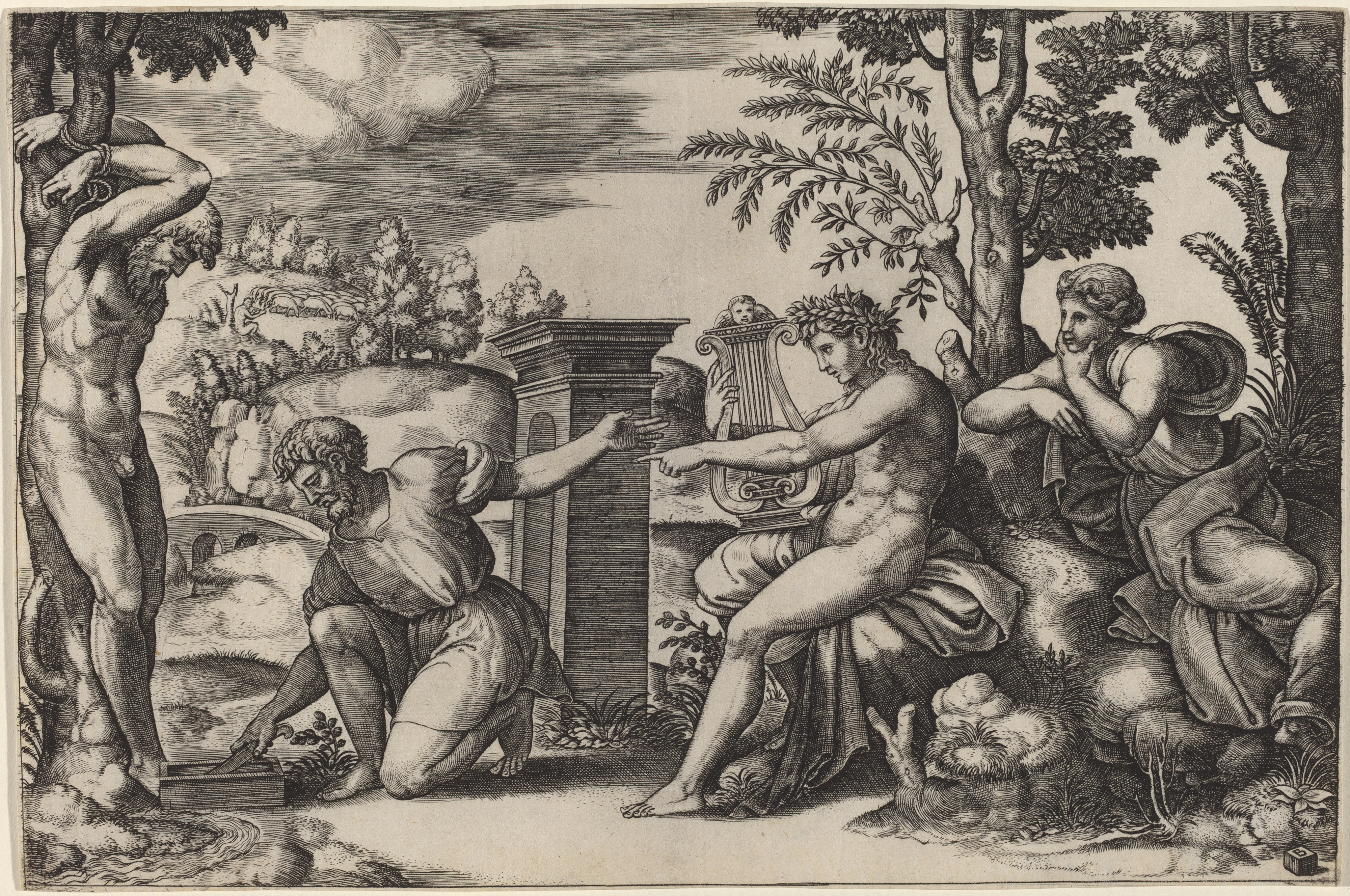
Meister mit dem Würfel: Apollo und Marsyas (Kupferstich), Italien, 16. Jahrhundert

Als Meister mit dem Würfel (fr. Maître au Dé; it. Maestro del dado) wird ein Kupferstecher aus Italien bezeichnet, der die ihm zugeschriebenen Werke mit einem kleinen Würfel und den darauf stehenden Buchstaben B(V) zeichnete. Der namentlich nicht bekannte Meister war wohl in Rom in der ersten Hälfte des 16. Jahrhunderts tätig.

## Werk und Stil
Der Meister mit dem Würfel schließt sich der Arbeitsweise des Kupferstechers Marcantonio Raimondi (* 1480; † 1534) an und stach vor allem nach Bildern von Raffael und auch z. B. nach Giulio Romano oder Baldassare Peruzzi. Die Kupferstiche des Meisters und ihre Verbreitung zeigen die hohe Produktivität in der Werkstatt von Raimondi, die Qualität ihres Ausstoßes und große handwerkliche Fertigkeit in der Verbreitung von Bildern des Werkes Raffaels. Mehr als 85 Stiche des Meister mit dem Würfel werden verzeichnet.

## Versuche der Identifizierung
Ursprünglich als Nicolas Beatrizet (* 1515; † 1565) oder Benedetto Verino (* 1512; † 1570) zu identifizieren gesucht, wird der Meister mit dem Würfel heute meist als wahrscheinlich identisch mit Tommaso Vincidor (* 1493; † 1536), einem Assistenten von Raffael gesehen. Alle Identifizierungsversuche sind allerdings umstritten.